# Південне (Харківський район)
Південне — селище в Україні, у Солоницівській громаді Харківського району Харківської області. Населення становить 480 осіб. Колишній орган місцевого самоврядування — Полівська сільська рада.

## Географія
Селище Південне знаходиться в балці Зінченків Яр, на відстані 1 км від річки Уда (лівий берег), примикає до смт Пересічне, на відстані 2 км — Дворічний Кут, за 6 км — село Польова. Поряд з селищем залізнична станція Пересічна.